# علی‌محمد (باغ‌ملک)
علی‌محمد (باغ‌ملک)، روستایی از توابع بخش مرکزی شهرستان باغ‌ملک در استان خوزستان ایران است.

## جمعیت
این روستا در دهستان رودزرد قرار دارد و براساس سرشماری مرکز آمار ایران در سال ۱۳۸۵، جمعیت آن زیر سه خانوار بوده‌است.